# Adesso è facile
Adesso è facile è un singolo della cantante italiana Mina e del gruppo musicale italiano Afterhours, pubblicato il 27 novembre 2009 come secondo estratto dall'album di Mina Facile.

## Descrizione
Il brano è stato scritto da Manuel Agnelli. Era stato inizialmente scritto per la sola Mina (seppur lo stile dovesse essere comunque quello degli Afterhours), ma successivamente la cantante ha proposto di farne un duetto. Il 4 dicembre 2009 è stato pubblicato il video musicale, realizzato su idea della figlia della cantante Benedetta Mazzini che aveva già proposto ad Agnelli di scrivere un brano per sua madre.